# Cloud Lake
Cloud Lake est une municipalité ayant le statut de town située dans le comté de Palm Beach en Floride.

## Démographie
| 1950 | 1960 | 1970 | 1980 | 1990 | 2000 |
| ---- | ---- | ---- | ---- | ---- | ---- |
| 132  | 148  | 136  | 160  | 121  | 167  |

| 2010 | - | - | - | - | - |
| ---- | - | - | - | - | - |
| 135  | - | - | - | - | - |

En 2010, sa population est de 135 habitants.

## Source de la traduction
- (en) Cet article est partiellement ou en totalité issu de l’article de Wikipédia en anglais intitulé « Cloud Lake, Florida » (voir la liste des auteurs).